# Песня-87
«Песня-87» — семнадцатый советский телевизионный фестиваль эстрадной песни из серии «Песня года».
Финал фестиваля проходил в концертной студии «Останкино». Финальный концерт транслировался по телевидению 1 января 1988 года.
Производство: Главная редакция музыкальных программ. Авторы сценария: Михаил Щербаченко; режиссёр: Наталья Примак; редактор: Нона Нестеровская, оператор: Юрий Бугна; художник-постановщик: Игорь Шихарев; звукорежиссёры: Александр Тропанов и Ирина Савич.
Продолжительность — 3 часа 42 минуты, количество песен — 39. Оркестр — эстрадно-симфонический оркестр Центрального телевидения и Всесоюзного радио, дирижёр Александр Петухов.
Ведущие — диктор ЦТ Татьяна Судец и журналист Михаил Щербаченко.
Фестиваль по-прежнему декларируется как главный новогодний концерт страны, собирающий всех звёзд 1987 года в финальном концерте, одновременно он позиционируется как самый официальный фестиваль советской песни и как самая рейтинговая программа советского телевидения.
Тема фестиваля: 70-летие Октября  (песня «Октябрь 17-го года»,  Александра Пахмутова— и Николай Добронравов). Ведущие подчёркивают, что это фестиваль советской песни. Аварии на Чернобыльской АЭС была посвящена песня «Встреча, которую не позабыть» (Марк Фрадкин — Марк Фрадкин, исполнитель Сергей Захаров), гость фестиваля Леонид Телятников, чернобыльский пожарный. Ещё одна гостья фестиваля, ведущая Музыкального ринга Тамара Максимова, представляет бит-квартет Секрет.
Прозвучало семнадцать песен прошлых финалов фестивалей: «Не плачь девчонка» и Знаете каким он парнем был (Песня-71), «Не думай о секундах свысока» (Песня-73), «Не повторяется такое никогда» (Песня-74), «Надежда» (Песня-75), «Два одиночества» (исполнитель Вахтанг Кикабидзе, Песня-81), «Трава у дома» и «Как воспеть эту землю» (Песня-83), «Расскажите птицы» (исполнительница Алла Пугачёва, Песня-84), «Наедине со всеми» (исполнитель Валерий Леонтьев, Песня-85), «Бологое», «Золотая свадьба» и «Здравствуй мир» (Песня-86).
В финале фестиваля не было Аллы Пугачёвой, которая на следующий год придумает альтернативные «Рождественские встречи», телеверсия которых превзойдет по популярности «Песню года».
Гимн фестиваля «Песня остаётся с человеком» (музыка Аркадий Островский, слова Сергей Островой).
Избранные песни фестиваля на Discogs  (жанр был определён, как поп, а стиль как вокал, шлягер и баллада): Чистые пруды и другие.

## Фон
Центральное телевидение в течение года запускает три передачи нового формата с радикальным музыкальным репертуаром (До и после полуночи, Взгляд и Прожектор перестройки), но последний для советской власти телесезон наступит в 1990.

Почти в каждом выпуске группа «Наутилус Помпилиус», Вячеслав Бутусов поёт песни на стихи Ильи Кормильцева, почти гимн программы — песня «Скованные одной цепью». Борис Гребенщиков поёт романс Вертинского о московских юнкерах, воспринимаемый как реквием по погибшим в Афганистане: 
Я не знаю, зачем и кому это нужно,
Кто послал их на смерть недрожавшей рукой,
Только так бесполезно, так зло и ненужно

Опускали их в вечный покой 
Итоги 1987 года (согласно «Звуковой дорожке»):
Лучшая певица
1. Алла Пугачёва. 2. Жанна Агузарова. 3. Лайма Вайкуле. 4. Елена Соколова. 5. Катя Семёнова. 6. София Ротару. 7. Лариса Долина. 8. Ирина Понаровская. 9. Наталья Гулькина (Мираж). 10. Антонина Жмакова (Раунд).
Лучший певец
1. Владимир Кузьмин. 2. Дмитрий Варшавский (Чёрный кофе). 3. Валерий Леонтьев. 4. Андрей Макаревич. 5. Володя Пресняков. 6. Валерий Кипелов (Ария). 7. Игорь Николаев. 8. Максим Леонидов (Секрет). 9. Александр Барыкин. 10. Вячеслав Бутусов (Наутилус помпилиус).
Лучшая группа
1. «Чёрный кофе». 2. «Машина времени». 3. «Секрет». 4. Динамик, 5. «Наутилус помпилиус». 6. «Аквариум». 7. «Ария». 8. «Алиса». 9. «Пикник». 10. «Круиз».
Лучшая песня
1. «Алло! Алло!» — Алла Пугачева. 2. «Листья» — «Чёрный кофе». 3. «Музыка под снегом» — «Машина времени». 4. «Владимирская Русь» — «Чёрный кофе». 5. «Шар цвета хаки» — «Наутилус помпилиус». 6. «Воля и разум» — «Ария». 7. «Она идёт по жизни смеясь» — «Машина времени». 8. «Скованные одной цепью» — «Наутилус помпилиус». 9. «Дай помечтать» — Александр Кутиков и «Гудбай, Америка» — «Наутилус помпилиус». 10. «Казанова» — «Наутилус помпилиус».
Итоги 1987 года согласно опросу читателей газеты «Смена» (в рубрике «Звёзды-87»):
Лучшая певица
1. Алла Пугачёва. 2. Жанна Агузарова. 3. Катя Семёнова. 4. Лайма Вайкуле. 5. София Ротару.
Лучшая песня
1. «Надо же» — Алла Пугачева. 2. «Алло! Алло!» — Алла Пугачева. 3. …

## Дебюты
- Юрий Охочинский с песней «Синегория» (Оскар Фельцман — Михаил Рябинин).
- Валентина Легкоступова, лауреат конкурса «Юрмала-86», с песней «Ягода-малина» (Вячеслав Добрынин — Михаил Пляцковский).
- Ирина Отиева с песней «Карточный домик» (из первого советского муз. видеофильма «Как стать звездой» (Виктор Резников — Лилия Виноградова).
- Ирина Грибулина с песней «Недотрога» (Ирина Грибулина — Владимир Маргойт).
- «Машина времени» с песней «Флюгер» (Андрей Макаревич — Андрей Макаревич).
- бит-квартет «Секрет» с песней «Сара барабу» (Максим Леонидов, Николай Фоменко — С. Хопп, пер. Ю. Вронского).
- Ольга Зарубина с песней «На теплоходе музыка играет» (Вячеслав Добрынин — Михаил Рябинин).
- Игорь Тальков с песней Чистые пруды (Давид Тухманов — Леонид Фадеев)[7].
- Лайма Вайкуле с песней «Вернисаж» (Раймонд Паулс — Илья Резник).
- Александр Серов с песней «Мадонна» (Игорь Крутой — Римма Казакова).
- Александр Барыкин и группа «Карнавал» с песней «Букет» (Александр Барыкин — Николай Рубцов)
- Игорь Демарин[5] (с песней «Октябрь 17-го года»).

## Популярные песни года, представленные на фестивале
- «Белая ворона» (Геннадий Татарченко — Юрий Рыбчинский, исполнитель Валерий Леонтьев).
- «Ягода-малина» (Вячеслав Добрынин — Михаил Пляцковский, исполнительница Валентина Легкоступова)[8].
- «На 2 дня» (Сергей Березин — Лариса Рубальская, исполнитель ансамбль «Пламя»).
- «Сара барабу» (Максим Леонидов, Николай Фоменко — С. Хопп, пер. Ю. Вронского, исполнитель бит-квартет «Секрет»).
- «На теплоходе музыка играет» (Вячеслав Добрынин — Михаил Рябинин, исполнительница Ольга Зарубина).
- «Чистые пруды» (инципит «У каждого из нас на свете есть места…», Давид Тухманов — Леонид Фадеев, исполнитель Игорь Тальков)[8][9].
- «Вернисаж» (Раймонд Паулс — Илья Резник, исполнительница Лайма Вайкуле)[8].
- «Мадонна» (Игорь Крутой — Римма Казакова, исполнитель Александр Серов)[8].
- «Было, но прошло» (Владимир Матецкий — Михаил Шабров, исполнительница София Ротару)[8].
- Букет (Александр Барыкин — Николай Рубцов, исполнитель Александр Барыкин и группа «Карнавал»), песня набрала наибольшее количество голосов зрителей в зале[8][10][11].

## Финалисты
В финальном концерте прозвучали следующие песни-лауреаты:
| №  | Название                                                                     | Автор музыки                                  | Автор текста               | Исполнитель                                                                     | Примечание                                                                                    |
| -- | ---------------------------------------------------------------------------- | --------------------------------------------- | -------------------------- | ------------------------------------------------------------------------------- | --------------------------------------------------------------------------------------------- |
| 1  | 1-е отделение: Октябрь 17-го года                                            | Александра Пахмутова                          | Николай Добронравов        | Павел Дементьев и Игорь Демарин (победители ф-ля «Юрмала-86»)                   |                                                                                               |
| 2  | Подснежник                                                                   | Раймонд Паулс                                 | Анатолий Ковалёв           | Эдита Пьеха                                                                     |                                                                                               |
| 3  | Белая сирень                                                                 | Евгений Мартынов                              | Анатолий Поперечный        | Евгений Мартынов                                                                |                                                                                               |
| 4  | На пароме                                                                    | свердловский комп-р Евгений Щекалёв           | Анатолий Поперечный        | Екатерина Шаврина                                                               |                                                                                               |
| 5  | До встречи (на молд.яз.)                                                     | Евгений Дога, присвоено звание нар. арт. СССР | Грегоре Виеру              | Надежда Чепрага                                                                 |                                                                                               |
| 6  | Снится мне деревня                                                           | Борис Емельянов                               | Леонид Дербенёв            | Сергей Беликов                                                                  |                                                                                               |
| 7  | Зацветает краснотал                                                          | Олег Иванов                                   | Анатолий Поперечный        | ансамбль «Пламя»                                                                |                                                                                               |
| 8  | Мне не хватает тебя                                                          | Павел Аедоницкий                              | Юрий Визбор                | Татьяна Рузавина и Сергей Таюшев                                                |                                                                                               |
| 9  | Встреча, которую не позабыть (посв. аварии на Чернобыльской АЭС)             | Марк Фрадкин                                  | Марк Фрадкин               | Сергей Захаров                                                                  | предст. подполк., героя Сов. Союза Леонида Телятникова — из первой смены пожарников Чернобыля |
| 10 | Земляки                                                                      | Владимир Мигуля                               | Станислав Миронов          | Владимир Мигуля                                                                 |                                                                                               |
| 11 | Синегория                                                                    | Оскар Фельцман                                | Михаил Рябинин             | Юрий Охочинский                                                                 |                                                                                               |
| 12 | Ты всё молчишь                                                               | Евгений Птичкин                               | Михаил Пляцковский         | Людмила Рюмина                                                                  |                                                                                               |
| 13 | Белая ворона                                                                 | Геннадий Татарченко                           | Юрий Рыбчинский            | Валерий Леонтьев                                                                | показали видеозапись первого исполнения (Леонтьев участвовал на фестивале СССР в Индии)       |
| 14 | Ягода-малина                                                                 | Вячеслав Добрынин                             | Михаил Пляцковский         | Валентина Легкоступова, лаур. к-са «Юрмала-86»                                  | в сопровождении инструментального ансамбля Москонцерта                                        |
| 15 | Письма ветра                                                                 | Родриго Фоминс                                | Родриго Фоминс             | Родриго Фоминс, победитель ф-ля «Юрмала-86» и группа «Ремикс»                   |                                                                                               |
| 16 | Карточный домик (из первого советского муз. видеофильма «Как стать звездой») | Виктор Резников                               | Лилия Виноградова          | Ирина Отиева                                                                    |                                                                                               |
| 17 | Свадьба (1971)                                                               | Арно Бабаджанян                               | Роберт Рождественский      | Гость — Муслим Магомаев                                                         | Песни прошлых лет                                                                             |
| 18 | 2 отделение: Ради матушки-Земли                                              | Оскар Фельцман                                | Михаил Рябинин             | Леонид Сметанников                                                              | в сопр. духового орк-ра военной академии им. Фрунзе, дир. Александр Кудрявцев                 |
| 19 | Нам рано жить воспоминаниями                                                 | Алексей Мажуков                               | Виктор Меньшиков           | Эдита Пьеха                                                                     |                                                                                               |
| 20 | Люблю тебя (из к/ф «Не ходите, девки, замуж»)                                | Евгений Крылатов                              | Роберт Рождественский      | Сергей Захаров                                                                  |                                                                                               |
| 21 | Недотрога                                                                    | Ирина Грибулина                               | Владимир Маргойт           | Ирина Грибулина                                                                 |                                                                                               |
| 22 | Выходи меня встречать на дорогу                                              | Илья Любинский                                | Алексей Шанаев             | Лев Лещенко                                                                     |                                                                                               |
| 23 | Играю черными                                                                | Сархан Сархан                                 | Михаил Танич               | Сархан Сархан                                                                   | в сопр. инструментального ансамбля Москонцерта                                                |
| 24 | Самба с Марадоной                                                            | Руслан Горобец                                | Михаил Танич               | Анне Вески                                                                      | в сопр. инструментального ансамбля Москонцерта                                                |
| 25 | Флюгер                                                                       | Андрей Макаревич                              | Андрей Макаревич           | Машина времени                                                                  |                                                                                               |
| 26 | Не позабудь                                                                  | Адриан Корчинский                             | Борис Дубровин             | Татьяна Чубинидзе                                                               |                                                                                               |
| 27 | Малиновый звон                                                               | Александр Морозов                             | Анатолий Поперечный        | Николай Гнатюк                                                                  | самое большое кол-во писем                                                                    |
| 28 | На минутку                                                                   | Виктор Дорохин                                | Любовь Воропаева           | Екатерина Семёнова                                                              |                                                                                               |
| 29 | На 2 дня                                                                     | Сергей Березин                                | Лариса Рубальская          | ансамбль «Пламя»                                                                |                                                                                               |
| 30 | Что-нибудь для души                                                          | Давид Тухманов                                | Михаил Танич               | Лев Лещенко и группа «Спектр»                                                   |                                                                                               |
| 31 | Фата моргана                                                                 | Адриан Корчинский                             | Анатолий Поперечный        | Лариса Долина                                                                   |                                                                                               |
| 32 | Сара барабу                                                                  | Максим Леонидов, Николай Фоменко              | С. Хопп, пер. Ю. Вронского | бит-квартет «Секрет»                                                            |                                                                                               |
| 33 | На теплоходе музыка играет                                                   | Вячеслав Добрынин                             | Михаил Рябинин             | Ольга Зарубина                                                                  |                                                                                               |
| 34 | Чистые пруды                                                                 | Давид Тухманов                                | Леонид Фадеев              | Игорь Тальков                                                                   |                                                                                               |
| 35 | Вернисаж                                                                     | Раймонд Паулс                                 | Илья Резник                | Лайма Вайкуле (приз «Братиславской лиры») и ансамбль бального танца Росконцерта |                                                                                               |
| 36 | Мадонна                                                                      | Игорь Крутой                                  | Римма Казакова             | Александр Серов, победитель конкурса «Интерталант-87»                           |                                                                                               |
| 37 | Было, но прошло                                                              | Владимир Матецкий                             | Михаил Шабров              | София Ротару                                                                    |                                                                                               |
| 38 | И пока на земле существует любовь                                            | Игорь Лученок, присвоено звание нар.арт. СССР | Роберт Рождественский      | Ярослав Евдокимов, присвоено звание нар.арт. Бел. ССР                           |                                                                                               |
| 39 | Букет                                                                        | Александр Барыкин                             | Николай Рубцов             | Александр Барыкин и группа «Карнавал»                                           | наибольшее кол-во голосов зрителей в зале                                                     |

## Популярные песни года, не представленные на фестивале
На финальный концерт не попали такие хиты, как:
- «Хочу перемен!» (группа Кино, солист Виктор Цой)[8].
- «Я хочу быть с тобой» (Наутилус Помпилиус)[8].
- «Ещё не вечер» (Раймонд Паулс—Илья Резник, исполнительница Лайма Вайкуле)[8].
- «Замыкая круг» (Крис Кельми, группа Рок- ателье).
- «Не волнуйтесь тётя» (Весёлые ребята).
- «Я готов целовать песок» (Владимир Марков)
- «Вальс-бостон» (Александр Розенбаум).